# رودخانه بنیاد
رودخانه بنیاد (به انگلیسی: River of Fundament) یک فیلم تجربی در سبک موزیکال محصول سال ۲۰۱۴ به نویسندگی و کارگردانی هنرمند و فیلمساز معاصر آمریکایی متیو بارنی و کارگردانی مشترک همکار قدیمی جاناتان بپلر است. این فیلم توسط بارنی و بنیاد لورنز تهیه شده‌است و بر اساس رمان «عصرهای باستانی» اثر نویسنده آمریکایی نورمن میلر در سال ۱۹۸۳ ساخته شده‌است. دیو بالد ایگل، میلفورد گریوز، جان بوفالو میلر، الن برستین، مگی جیلنهال، مدین گریر کوکلی، پل جیاماتی، شارا نوا، جوآن لا باربارا، الین استریچ، دبی هری، سَم نیوولا و ایمی مالینز در این فیلم به ایفای نقش پرداخته‌اند.
رودخانه بنیاد بین سال‌های ۲۰۰۷ تا ۲۰۱۲ تولید شد و محصول نهایی مجموعه‌ای از اجراها بود که تبدیل به روایت فیلم شدند. این فیلم نورمن میلر (با بازی سه بازیگر در طول فیلم) را دنبال می‌کند که در سه تناسخ سفر می‌کند و هفت حالت اسطوره‌ای روحش را تحمل می‌کند که بر اساس رمان خودش، عصر باستان (۱۹۸۳) ساخته شده‌است. همراه با روایت اصلی، عناصر دیگری از اجرا، مجسمه‌سازی و اپرا را در بر می‌گیرد. از آن به عنوان «مداحی برای میلر» یاد شده‌است.
این فیلم در ۱۲ فوریه ۲۰۱۴ در اکران محدود سینما و از طریق نمایشگاه‌هایی در موزه‌های چندین کشور منتشر شد.